# 科林斯萊克斯 (新澤西州)
科林斯萊克斯（英語：Collins Lakes）是位於美國新澤西州大西洋縣的普查規定居民點。

## 人口
根據2020年美國人口普查的數據，科林斯萊克斯的面積為1.82平方千米，當中陸地面積為1.66平方千米，而水域面積為0.16平方千米。當地共有人口1501人，而人口密度為每平方千米824.73人。